# Estado Mayor de la Defensa Nacional de Guatemala
El Estado Mayor de la Defensa Nacional es el centro técnico y consultivo del Ejército de Guatemala. Asesorará al Ministro de la Defensa Nacional en todos los asuntos que competen al Ejército de Guatemala. Es el ente encargado de apreciar, planificar, ejecutar y evaluar la movilización nacional dentro del esquema de defensa.

## Reseña histórica
Todo conglomerado militar, en su organización interna, debe contar con una entidad asesora y directiva que establezca los lineamientos, planes de trabajo, normas tácticas y estrategias a seguir para el mejor desempeño y desarrollo de la misión del Ejército.  En Guatemala, las primeras ideas propuestas para la creación del Estado Mayor surgen en 1826, cuando el General Manuel Arzú escribió:
“… El establecimiento de un Estado Mayor propuesto por el Gobierno en la Ley Orgánica, reportará las ventajas que la experiencia ha manifestado, siendo compuesto de oficiales que tengan conocimientos  regulares de las matemáticas, y exactos en la geometría rectilínea, y práctica para levantar planos topográficos, forma itinerarios militares, ejecutar la ojeada militar, dirigir otras obras de campaña, presentar planes de defensa y ataque, y lo que concierne a los inspectores.”
No obstante, a pesar de que el período conservador en Guatemala, no incluye una organización específica con el nombre de Estado Mayor, varios Jefes de las Fuerzas Armadas, van a contar con un concejo de militares, para brindar los lineamientos necesarios en tal período, surgiendo de aquel preámbulo la Ordenanza Jeneral (ortografía original) para el Ejército de Guatemala en 1850 que estableció la organización y procedimientos militares para el país; ahora bien, no fue sino hasta 1879, que se menciona en el Título III de la Ordenanza Militar la Formación del Estado Mayor del Ejército, aunque únicamente en lo relativo a campañas, por lo que tal unidad no fue de tipo permanente, sino hasta que a finales de 1890, durante las gestiones del General Manuel Lisandro Barillas, se emitió el Decreto n.º 438 de fecha 14 de noviembre del mismo año, que se reorganiza la Ley Orgánica del Ejército y que finalmente le dará vida al Estado Mayor como un ente permanente al cual se le asigna personal con base en la Orden General de fecha 19 de noviembre de 1890, nombrando director general al general de brigada Francisco Villela.
Durante sus funciones iniciales el Estado Mayor quedó dividido en dos secciones: la primera estaba a cargo de los asuntos puramente administrativos de gobierno y la segunda implicaba funciones técnicas y de asesoría.
           Para el 12 de diciembre de 1890, se asignó al Estado Mayor suficiente personal subalterno con el cual se formaron seis secciones que se encontraban a cargo del mismo número de directores generales e incluían las especialidades de Infantería, Artillería, Caballería, Administración Militar, Sanidad Militar y el Cuerpo Jurídico Militar, integrándose el Cuerpo de Ingenieros en forma posterior.
Para el 11 de noviembre de 1891, se publicó el Acuerdo Gubernativo, mediante el cual se dispuso que el Ministerio de la Guerra (actual Ministerio de la Defensa Nacional) reasumiera las atribuciones de la Mayoría General, organizándolo como la Segunda Sección del mismo Ministerio.
           Lamentablemente la idea original del Estado Mayor fue decayendo y para 1892, sólo sobrevivía una pequeña sección de estadística, pese a ello al asumir la Presidencia de la República el General José María Reina Barrios, decidió reunir todos los elementos posibles para organizar nuevamente al Estado Mayor, publicándose la Ordenanza Militar que especificaba:
“Artículo 100.- El Cuerpo de Estado Mayor, será organizado con Jefes y Oficiales de distintas armas, que hayan terminado sus estudios en la Escuela Politécnica, o que hayan sido promovidos a Oficiales mediante el examen de promoción, eligiéndose entre ellos, los que mejores notas hayan obtenido en su carrera, y siendo condición precisa, llevar un año por lo menos de servicio efectivo en el ejercicio de su grado.
Artículo 103.- Este Cuerpo depende directamente de la Mayoría General, sus Jefes y Oficiales serán empleados en trabajos relativos a su misión tanto en tiempo de paz como de guerra.
Artículo 104.- El Mayor General, como Jefe del Cuerpo de Estado Mayor bajo las inmediatas órdenes del Jefe Supremo del Ejército, dispondrá la forma más conveniente para la movilización y distribución de fuerzas al abrirse una campaña, y destinará a sus Jefes y Oficiales a las distintas columnas expedicionarias, para forma parte del Estado Mayor de las mismas, bajo las órdenes e inmediata dependencia de los jefes de ella.”
Estos artículos serán la base para la futura organización del Estado Mayor; sin embargo, el asesinato del General Reina Barrios interrumpió en parte, los planes al respecto.
           Al asumir la presidencia el Licenciado Manuel Estrada Cabrera, decidió continuar la iniciativa de su antecesor, observándose en la Orden General del Ejército del 7 de julio de 1900, una nueva organización y planificación que incluyó el fundar una Escuela Militar o Escuela Superior de Armas que se inauguró el 14 de marzo del mismo año.
           Luego del desalojo del poder de aquel gobernante en 1920, se reorganizó en forma definitiva las condiciones efectivas del Estado Mayor nombrándose para el puesto al General José María Orellana; además de elaborarse y aprobarse el Reglamento interno, que delimitaba la organización y funcionamiento de cinco secciones.
Primera Sección, a cargo de la organización del Ejército incluía el estudio de las condiciones de los países extranjeros, planes de campaña, defensa del territorio nacional, movilización y concentración de tropas, marcha y situación de los cuarteles (acantonamiento).
           Segunda Sección, incluía el estudio y reformas de instrucción, armamento, equipo y vestuario, academia del cuerpo, maniobras, servicios de información, reconocimiento en países extranjeros, estudios de las armas de infantería y artillería.
           Tercera Sección, comprendía geografía militar, levantamiento de planos, reconocimientos militares, fortificaciones, vías de comunicación, viajes del Estado Mayor, construcciones militares, armas de aviación, caballería e ingenieros.
           Cuarta Sección, a cargo de la inspección y dirección de los ingenieros y de la tropa, ferrocarriles, transportes y telégrafos (eléctricos, ópticos e inalámbricos), palomares militares y sanidad militar.
           Quinta Sección, desempeñaba lo concerniente a historia, memorias, estadísticas militares y administración.
Para el 24 de mayo de 1927, la Mayoría General del Ejército, que era considerada el Centro Directivo del Estado Mayor, fue desarticulada, otorgándole la total iniciativa y mando al Jefe del Estado Mayor, quien hasta entonces había limitado su accionar por aquella oficina; en tal fecha el nombre original fue transformado al de Estado Mayor del Ejército, nombre que mantuvo hasta el 1 de enero de 1969 en que fue sustituido por el de Estado Mayor General del Ejército, al cual se le atribuye lo siguiente:
           “Articulo 20.- El Estado Mayor General del Ejército es el Centro Técnico y Consultivo del Ejército de Guatemala, Asesora al Ministro de la Defensa Nacional, en todos los asuntos militares.  Un reglamento determinará su organización y funcionamiento.
           Artículo 21.- El Jefe del Estado Mayor General es el tercero en el Mando, y como tal, asumirá la dirección técnica del Ejército, en ausencia del Ministro de la Defensa Nacional.
           Artículo 22.- Para ser Jefe del Estado Mayor General del Ejército se necesita llenar los mismos requisitos y calidades establecidas en el Artículo 15 de la presente ley.
           Artículo 23.- El Jefe del Estado Mayor General del Ejército, es el responsable ante el Ministro de la Defensa Nacional, del mando, organización, instrucción, educación, disciplina y conducta del Ejército de Guatemala.
           Artículo 24.- El jefe del Estado Mayor General del Ejército, determinará y someterá a la consideración y aprobación del Ministro de la Defensa Nacional, la organización y dotación del Estado Mayor General del Ejército y de los Comandos, de acuerdo con las Tablas de Organización y Equipo.”
De tal forma que la actual Ley Constitutiva del Ejército de Guatemala, determina su función técnica, consultiva y asesora, así como la calidad y detalle de los servicios que presta, por lo que puede afirmarse que el Estado Mayor ha cumplido satisfactoriamente su misión, perfeccionándose y evolucionando de acuerdo a los requerimientos del presente, tomando siempre elementos de capacidad y experiencia, cuyos miembros han adquirido preparación en escuelas superiores de guerra, comando y estado mayor y comando superior de educación del Ejército, incluyéndose en éstos, no sólo la doctrina propia del Ejército sino cubriendo extensas áreas de investigaciones técnicas, tácticas y estratégicas adaptadas a la realidad del país. 
Finalmente por medio del Decreto Ley  n.º 2883 del 15 de mayo de 1983, asume su actual nombre como Estado Mayor de la Defensa Nacional, integrado en aquel momento por cinco Direcciones que comprenden Personal, Inteligencia, Operaciones, Logística y Asuntos Civiles, cada una de ellas cumple funciones en lo relativo a organización, inscripción, reclutamiento, estadística, instrucción militar, ascensos, formación de hojas de servicio, proyectos de leyes y reglamentos militares, proyectos de fortificaciones y vías de comunicación, medios de transmisión y de transporte planes de campaña, movilización, concentración y de todo lo que necesite este Centro Técnico y consultivo para cubrir totalmente sus funciones, atribuciones y responsabilidades.
Esta organización ha permitido preparar los planes estratégicos para la seguridad y defensa de la República de Guatemala, además de conformar un cuerpo eficiente que asesora al Ministerio de la Defensa Nacional como elemento de alta calidad y jerarquía para la Institución Armada.

## Organización
El Reglamento General del Estado Mayor de la Defensa Nacional, determina la estructura organizacional de la siguiente manera:
- Jefe del Estado Mayor de la Defensa Nacional.
  - Subjefatura del Estado Mayor de la Defensa Nacional.
    -       - Estado Mayor Especial.
      - Oficina de Enlace

  - Inspectoría General del Ejército.
    - Secretaría General.
    - Dirección de Personal.
    - Dirección de Inteligencia.
    - Dirección de Operaciones.
    - Dirección de Logística.
    - Dirección de Asuntos Civiles.
    - Dirección de Operaciones de Paz.

### Jefe del Estado Mayor de la Defensa Nacional
El Jefe del Estado Mayor de la Defensa Nacional, es el responsable ante el ministro de la Defensa Nacional, del comando,
organización, entrenamiento, educación, disciplina, conducta, empleo táctico y estratégico del Ejército de Guatemala.

#### Atribuciones
Las atribuciones del Jefe del Estado Mayor de la Defensa Nacional son las siguientes:
1) Someter a la consideración y aprobación del Ministro de la Defensa Nacional: La organización y dotación del Estado Mayor de la Defensa Nacional, Comandos, Escuelas, Servicios, Estados Mayores Personales y demás dependencias militares, de acuerdo con las Tablas de Organización y Equipo.
2) Sustituir al Ministro de la Defensa Nacional por ausencia temporal de este.
3) Otras atribuciones que se determinen en las leyes y reglamentos militares, o que le sean asignadas.

#### Requisitos y prohibiciones
Para ser nombrado jefe, subjefe del Estado Mayor de la Defensa Nacional o inspector general del Ejército, se requieren los mismos requisitos y calidades que para ser ministro de la Defensa Nacional establecidos en la Ley del Organismo Ejecutivo y en la Ley Constitutiva del Ejército de Guatemala.
No podrá ser nombrado Jefe del Estado Mayor de la Defensa Nacional ninguno de los parientes del Presidente de la República o del Ministro de la Defensa Nacional, dentro del cuarto grado de consanguinidad y el segundo de afinidad.

## Lista de Jefes del Estado Mayor de la Defensa Nacional
| #  | Fotografía | Nombre                                          | Duración                | Duración                 | Presidente                                    |
| #  | Fotografía | Nombre                                          | Inicio                  | Fin                      | Presidente                                    |
| -- | ---------- | ----------------------------------------------- | ----------------------- | ------------------------ | --------------------------------------------- |
| 1  |            | General de Brigada Héctor Gramajo               | 14 de enero de 1986     | 31 de enero de 1987      | Vinicio Cerezo                                |
| 2  |            | General de Brigada Edilberto Letona Linares     | 1 de febrero de 1987    | 20 de febrero de 1987    | Vinicio Cerezo                                |
| 3  |            | General de Brigada Cesar Augusto Caceres        | 21 de febrero de 1987   | 30 de junio de 1987      | Vinicio Cerezo                                |
| 4  |            | General de Brigada Manuel Callejas y Callejas   | 1 de julio de 1987      | 30 de septiembre de 1989 | Vinicio Cerezo                                |
| 5  |            | General de Brigada Juan Leonel Baños            | 1 de octubre de 1989    | 31 de diciembre de 1989  | Vinicio Cerezo                                |
| 6  |            | General de Brigada Juan José Marroquín          | 1 de enero de 1990      | 31 de agosto de 1990     | Vinicio Cerezo                                |
| 7  |            | General de División Roberto Enrique Mata        | 1 de septiembre de 1990 | 13 de enero de 1991      | Vinicio Cerezo                                |
| 8  |            | General de División Raul Molina Bedoya          | 16 de enero de 1991     | 30 de junio de 1991      | Jorge Serrano Elías                           |
| 9  |            | General de División Edgar Godoy Gaitan          | 1 de julio de 1991      | 5 de diciembre de 1991   | Jorge Serrano Elías                           |
| 10 |            | General de División Jorge Roberto Perussina     | 7 de diciembre de 1991  | 6 de junio de 1993       | Jorge Serrano Elías                           |
| 11 |            | General de Brigada Mario Rene Enriquez          | 7 de junio de 1993      | 28 de junio de 1993      | Ramiro De León Carpio                         |
| 12 |            | General de División Jose Luis Quilo             | 1 de julio de 1993      | 17 de febrero de 1994    | Ramiro De León Carpio                         |
| 13 |            | General de División Mario Gonzalez Taracena     | 18 de febrero de 1994   | 9 de octubre de 1995     | Ramiro De León Carpio                         |
| 14 |            | General de División Carlos Pineda Carranza      | 10 de octubre de 1995   | 13 de enero de 1996      | Ramiro De León Carpio                         |
| 15 |            | General de Brigada Sergio Camargo Muralles      | 14 de enero de 1996     | 3 de julio de 1997       | Álvaro Arzú                                   |
| 16 |            | General de División Marco Tulio Espinoza        | 4 de julio de 1997      | 29 de junio de 1999      | Álvaro Arzú                                   |
| 17 |            | General de División Víctor Manuel Ventura       | 30 de junio de 1999     | 13 de enero de 2000      | Álvaro Arzú                                   |
| 18 |            | Coronel Cesar Ruiz Morales                      | 14 de enero de 2000     | 5 de mayo de 2000        | Alfonso Portillo                              |
| 19 |            | General de Brigada Eduardo Arevalo Lacs         | 6 de mayo de 2000       | 7 de enero de 2001       | Alfonso Portillo                              |
| 20 |            | General de Brigada Lionel Méndez Estrada        | 8 de enero de 2001      | 30 de noviembre de 2001  | Alfonso Portillo                              |
| 21 |            | General de División Robin Macloni Moran         | 1 de diciembre de 2001  | 25 de agosto de 2002     | Alfonso Portillo                              |
| 22 |            | General de División Enrique Rios Sosa           | 26 de agosto de 2002    | 31 de agosto de 2003     | Alfonso Portillo                              |
| 23 |            | General de División Fredy Ramírez Giron         | 1 de septiembre de 2003 | 30 de septiembre de 2003 | Alfonso Portillo                              |
| 24 |            | General de División Ricardo Bustamante Figueroa | 1 de julio de 2004      | 31 de diciembre de 2004  | Óscar Berger                                  |
| 25 |            | General de Brigada Hugo Flores Arana            | 1 de enero de 2005      | 31 de julio de 2005      | Óscar Berger                                  |
| 26 |            | General de Brigada Francisco Bermúdez Amado     | 1 de agosto de 2005     | 1 de noviembre de 2005   | Óscar Berger                                  |
| 27 |            | General de División Ronaldo Cecilio Leiva       | 2 de noviembre de 2005  | 28 de diciembre de 2006  | Óscar Berger                                  |
| 28 |            | General de División Mario Aguilar Bran          | 29 de diciembre de 2006 | 31 de diciembre de 2007  | Óscar Berger                                  |
| 29 |            | General de Brigada Fernando Say Mutz            | 16 de enero de 2008     | 29 de julio de 2008      | Álvaro Colom                                  |
| 30 |            | General de Brigada Ronald Mauricio Illescas     | 29 de julio de 2008     | 20 de diciembre de 2008  | Álvaro Colom                                  |
| 31 |            | General de Brigada Juan Jose Ruiz Morales       | 21 de diciembre de 2008 | 2 de mayo de 2011        | Álvaro Colom                                  |
| 32 |            | General de División Anibal Flores España        | 9 de mayo de 2011       | 14 de enero de 2012      | Álvaro Colom                                  |
| 33 |            | General de División Hellmuth René Casados       | 14 de enero de 2012     | 31 de mayo de 2013       | Otto Pérez Molina                             |
| 34 |            | General de Brigada Manuel López Ambrosio        | 1 de junio de 2013      | 15 de julio de 2013      | Otto Pérez Molina                             |
| 35 |            | General de División Rudy Israel Ortiz           | 17 de julio de 2013     | 20 de agosto de 2014     | Otto Pérez Molina                             |
| 36 |            | General de División Carlos Estrada Pérez        | 27 de agosto de 2014    | 31 de julio de 2015      | Otto Pérez Molina                             |
| 37 |            | General de División Alfredo Sosa Diaz           | 1 de agosto de 2015     | 22 de enero de 2016      | Otto Pérez Molina Alejandro Maldonado Aguirre |
| 38 |            | General de División Juan Manuel Perez Ramírez   | 22 de enero de 2016     | 31 de julio de 2017      | Jimmy Morales                                 |
| 39 |            | General de División Erick Cano Zamora           | 1 de agosto de 2017     | 6 de marzo de 2018       | Jimmy Morales                                 |
| 40 |            | General de División Julio Cesar Paz Bone        | 6 de marzo de 2018      | 20 de junio de 2019      | Jimmy Morales                                 |
| 41 |            | General de División Albin Enrique Dubois        | 20 de junio de 2019     | 19 de diciembre de 2019  | Jimmy Morales                                 |
| 42 |            | Almirante Erick Alejandro Sanchez               | 20 de diciembre de 2019 | 14 de enero de 2020      | Jimmy Morales                                 |
| 43 |            | General de División Hugo Roberto Urbina         | 15 de enero de 2020     | 18 de diciembre de 2020  | Alejandro Giammattei                          |
| 44 |            | General de División Walfre Omar Carranza        | 19 de diciembre de 2020 | 30 de mayo de 2022       | Alejandro Giammattei                          |
| 44 |            | General de División Willian López Chay          | 31 de mayo de 2022      | 14 de enero de 2024      | Alejandro Giammattei                          |
| 45 |            | General de Brigada Carlos Antonio Medina        | 18 de enero de 2024     | 8 de mayo de 2024        | Bernardo Arévalo                              |
| 46 |            | General de División Hermelindo Choz Soc         | 8 de mayo de 2024       | 27 de junio de 2025      | Bernardo Arévalo                              |
| 47 |            | General de División Erwin Rolando Gómez Barrera | 27 de junio de 2025     | En el cargo              | Bernardo Arévalo                              |

## Base Legal
- Ley Constitutiva del Ejército de Guatemala.
- Reglamento General del Estado Mayor de la Defensa Nacional.